# Brandlos
Brandlos is een plaats in de Duitse gemeente Hosenfeld, deelstaat Hessen, en telt 150 inwoners (2006).